# Elasmus pretiosus
Elasmus pretiosus är en stekelart som beskrevs av Girault 1920. Elasmus pretiosus ingår i släktet Elasmus och familjen finglanssteklar. Inga underarter finns listade i Catalogue of Life.